# Genene Jones
Pour les articles homonymes, voir Jones.
Genene Jones, née le 13 juillet 1950 au Texas (États-Unis), est une ex-infirmière pédiatrique qui a travaillé dans plusieurs cliniques médicales à San Antonio au Texas, et est soupçonnée d'avoir tué entre 11 et 46 bébés et enfants dont elle avait la garde, vers 1980 - 1982.
Elle prétendit avoir agi pour être une héroïne et se sentir utile. À sa naissance, elle fut rejetée par ses parents biologiques et adoptée. Son frère duquel elle était proche mourut jeune et plus tard, son autre frère et son père moururent du cancer. Elle utilisait des injections d’héparine et plus tard de succinylcholine pour tuer les bébés. Des méthodes de détections originales de succinylcholine ont été utilisées pour prouver sa culpabilité. Le nombre exact de ses victimes ne pourra sans doute jamais être connu car des responsables d'un hôpital de San Antonio ont détruit les rapports sur ses activités.
En 1985, Jones fut condamnée à 99 ans de prison pour avoir tué Chelsea McClellan avec de la succinylcholine. Plus tard, cette même année, elle fut condamnée à un maximum de 60 ans de prison pour avoir failli tuer Rolando Jones avec de l’héparine. Cependant, elle ne devra accomplir qu’un tiers de cette peine en raison des lois en vigueur à ce moment pour pallier le surpeuplement des prisons. Jones aurait dû bénéficier d'une libération conditionnelle automatique en 2017 mais elle fut inculpée d'autres meurtres pour empêcher sa sortie automatique. Elle pourrait actuellement bénéficier d'une libération sur parole anticipée, mais ses demandes ont été rejetées à six reprises.
Son rôle fut interprété par Susan Ruttan dans le téléfilm Deadly Medicine (1991) et par Alicia Bartva dans le film Mass Murder (2002).